# FK Kuban Krasnodar
Kuban (ruski: Кубань) je bio ruski nogometni klub iz grada Krasnodara. Ugašen je 2018. godine.
Klupski uspjesi:
Prvak RSFSR-a: 1948., 1962., 1973., 1987. (rekord za klubove koji nisu iz glavnih gradova)

## Vanjske poveznice
- Službene klupske stranice
- Službene navijačke stranice
- Navijačke forum GREENMILE  Arhivirana inačica izvorne stranice od 7. ožujka 2016. (Wayback Machine)